# Jean Le Bret
Gabriel Charles Jean Le Bret (París, 26 d'octubre de 1872 - París, 23 de desembre de 1947) va ser un regatista francès que va competir a cavall del segle xix i el segle xx. El 1900 va prendre part en els Jocs Olímpics de París on participà en diferents proves del programa de vela. Guanyà la medalla de plata en la 1a cursa de la modalitat de ½ a 1 tona, junt a Félix Marcotte, Jules Valton, William Martin i Jacques Baudrier.